# Gobierno interino de Wolfgang Larrazábal
El gobierno interino de Wolfgang Larrazábal de la autodenominada Junta de Gobierno fue un gobierno de transición de la dictadura de Marcos Pérez Jiménez tras el golpe de Estado cívico-militar del 23 de enero de 1958 y duró desde ese momento hasta el 14 de noviembre.
El nombramiento del contraalmirante Wolfgang Larrazábal como presidente de la Junta de Gobierno por parte de los oficiales sublevados fue una concesión del sector civil, descontento con el resultado de la dictadura militar, en una delicada coyuntura política.
A nivel económico y laboral llevó a cabo su Plan de Emergencia, donde se contrató masivamente para la conclusión de obras públicas inacabadas para ese momento.
A nivel de defensa, sufrió el boicot de su ministro Jesús María Castro León, quien dejó el gabinete y se pronunció infructuosamente para proscribir los partidos políticos Acción Democrática y el Partido Comunista y aplazar las elecciones tres años, y lidió también con un fallido alzamiento militar en septiembre.
Su política de seguridad incluyó la clausura de la Dirección de Seguridad Nacional, lo que permitiría su posterior enjuiciamiento tras los crímenes cometidos en dictadura.
A nivel electoral, Wolfgang Larrazábal legalizó los partidos políticos proscritos y se lanzó a las elecciones presidenciales de 1958; para hacer campaña le cedió su cargo a un civil, Édgar Sanabria, perdiendo contra el expresidente adeco Rómulo Betancourt.

## Golpe de Estado de 1958
El 23 de enero, tras el escape de Pérez Jiménez al exilio, las emisoras de Caracas, que por lo general no transmitían a medianoche, comenzaron a difundir la noticia. Los militares presos desde el 1 de enero fueron liberados por la misma gente.

## Gabinete
A los dos días de asumido el gobierno de Larrazábal, los coroneles Roberto Casanova y Abel Romero Villate, identificados como perezjimenistas, fueron apartados de la Junta de Gobierno, lo que habría sido una demostración de confianza al sector civil.

## Política nacional

### Política electoral
Entre las primeras medidas adoptadas por la Junta de Gobierno estuvo la de permitir la plena libertad de acción de los partidos políticos sin importar su ideología. Se legalizaron los partidos políticos proscritos y se permitió el regreso de los exiliados, como Rómulo Betancourt, Rafael Caldera, Jóvito Villalba y Gustavo Machado.

### Política laboral y de infraestructura
Decretó el Plan de Emergencia de 1958 para afrontar la situación económica, en particular, al aumento del desempleo por la paralización de algunas obras de la dictadura de Marcos Pérez Jiménez, así como también por el éxodo masivo del interior del país a la capital, por lo que Wolfgang Larrazábal lanza este plan que consistió en una contratación masiva de trabajadores en áreas de saneamiento ambiental y ornato público, así como en la finalización de algunas de las obras paralizadas.

### Política judicial y de derechos humanos
Eliminó la Dirección de Seguridad Nacional, lo que llevó a la captura y enjuiciamiento de varios de sus funcionarios. Se confiscaron los bienes a los ministros y miembros prominentes de la dictadura de Marcos Pérez Jiménez, se sancionaron a periodistas y otros colaboradores de la dictadura, a quienes el gobierno recomendó abandonar el país como medidas de alta policía, destinadas a salvaguardar el sosiego y la paz de la nación”. También se reaperturaron las investigaciones de los asesinatos de Leonardo Ruiz Pineda y Antonio Pinto Salinas.

## Política exterior

### Estados Unidos

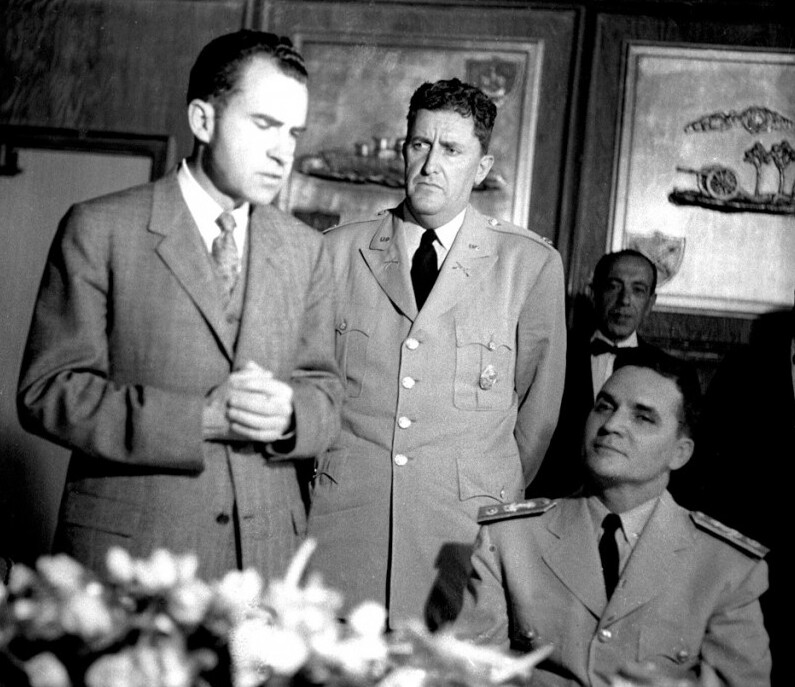
Richard Nixon y Wolfgang Larrazábal.

El 13 de mayo sucedió el ataque contra la caravana de Richard Nixon, vicepresidente de los Estados Unidos, quien estaba realizando una visita oficial al país.
Al enterarse del incidente, el Jefe de Operaciones Navales, Almirante Arleigh Burke, ordenó el transporte aéreo de elementos de la 2.ª División de Infantería de Marina y la 101.ª División Aerotransportada a las áreas de preparación en Puerto Rico y la Bahía de Guantánamo, Cuba. El portaaviones USS Tarawa (CV-40) junto con 8 destructores y dos buques de asalto anfibio , recibieron la orden de hacerse a la mar rumbo a Venezuela. La movilización estadounidense recibió el nombre en clave de "Operación Pobre Richard".
Según funcionarios estadounidenses en ese momento, las fuerzas movilizadas se estaban preparando para ingresar a Venezuela para "cooperar con el gobierno venezolano", aunque relatos posteriores sugieren que el presidente Dwight D. Eisenhower se estaba preparando para "invadir Venezuela" en caso de que Nixon sufriera más humillaciones. En privado, Eisenhower supuestamente estaba furioso por el ataque a Nixon y, en un momento, le dijo a su personal "Estoy a punto de ponerme el uniforme".
Nixon se sorprendió después de enterarse de la movilización y se preguntó por qué no fueron consultados, pero luego descubrió que las comunicaciones entre Caracas y Washington se habían cortado durante un período crítico inmediatamente después de los disturbios de esa tarde. En respuesta al movimiento de las fuerzas militares estadounidenses en la región, el almirante Wolfgang Larrazábal prometió que la partida de Nixon estaría "totalmente protegida" a partir de entonces.
Todos los principales candidatos presidenciales del país denunciaron el ataque, excepto Wolfgang Larrazábal. Tras la salida de Richard Nixon, Larrazábal dijo que se habría sumado a las protestas si hubiera sido estudiante.

## Elecciones presidenciales
Se hicieron elecciones libres, a las cuales Larrazábal se lanzó por los partidos URD, PCV y MENI, dejando a Édgar Sanabria como presidente encargado y quedando segundo con el expresidente Rómulo Betancourt como ganador, dando inicio a otro ciclo democrático.

## Oposición

### Alzamiento de Jesús María Castro León
En julio de 1958 estalló una crisis en el seno de las Fuerzas Armadas y el ministro de defensa Jesús María Castro León optó por dimitir el 22 de julio y al día siguiente protagonizó un pronunciamiento en contra de la Junta de gobierno, solicitando la ilegalización de Acción Democrática y el Partido Comunista de Venezuela, el aplazamiento de las elecciones por tres años y la formación de un nuevo gobierno bajo la tutela de los militares. El orden fue restablecido gracias al apoyo de los sectores militares progubernamentales y a manifestaciones populares en respaldo a Wolfgang Larrazábal. Como consecuencia, Castro León decidió abandonar el país poco tiempo después.

## Repercusión histórica
Larrazábal inauguró una era democrática. Tras el traspaso y su campaña presidencial, fue nombrado embajador de Venezuela en Chile por el gobierno de Betancourt, y luego fue senador en dos períodos no consecutivos.